# Lassi (Hiiumaa)
Lassi is een plaats in de Estlandse gemeente Hiiumaa, provincie Hiiumaa. De plaats heeft de status van dorp (Estisch: küla).
Tot in oktober 2017 behoorde Lassi tot de gemeente Emmaste en sindsdien tot de fusiegemeente Hiiumaa.

## Bevolking
Het dorp had 40 inwoners op 31 december 2011 en 27 inwoners op 31 december 2021.

## Ligging
De Tugimaantee 84, de secundaire weg van Emmaste naar Luidja, komt langs het dorp.

## Geschiedenis
De plaats werd voor het eerst genoemd in 1565 onder de naam Laße Kaskisälke en behoorde tot het landgoed van Emmaste.
Het buurdorp Emmaste-Kurisu maakte tussen 1977 en 1997 deel uit van Lassi.